# Mistrzostwa Świata w Szermierce 2019
Mistrzostwa Świata w Szermierce 2019 odbyły się w dniach 15-23 lipca 2019 roku w Budapeszcie na Węgrzech.

## Klasyfikacja medalowa
| Lp. | Państwo                                         | złoto | srebro | brąz | Razem |
| --- | ----------------------------------------------- | ----- | ------ | ---- | ----- |
| 1   | Rosja                                           | 3     | 3      | 1    | 7     |
| 2   | Francja                                         | 2     | 3      | -    | 5     |
| 3   | Korea Południowa                                | 2     | -      | 2    | 4     |
| 4   | Węgry                                           | 1     | 2      | -    | 3     |
| 5   | Ukraina                                         | 1     | 1      | 2    | 4     |
| 6   | Chiny                                           | 1     | 1      | -    | 2     |
| 7   | Stany Zjednoczone                               | 1     | -      | 1    | 2     |
| 8   | Brazylia                                        | 1     | -      | -    | 1     |
| 9   | Włochy                                          | -     | 1      | 7    | 8     |
| 11  | Wielka Brytania                                 | -     | 1      | -    | 1     |
| 12  | Grecja · Hongkong · Iran · Rumunia · Szwajcaria | -     | -      | 1    | 1     |

## Harmonogram
Zostało rozegranych dwanaście konkurencji. 
Wszystkie czasy podane według czasu lokalnego (UTC+2).
| Data             | Czas  | Konkurencja                                           |
| ---------------- | ----- | ----------------------------------------------------- |
| 15 lipca 2019 r. | 09:00 | Szpada kobiet - kwalifikacje                          |
| 15 lipca 2019 r. | 13:00 | Szabla mężczyzn - kwalifikacje                        |
| 16 lipca 2019 r. | 09:00 | Floret kobiet - kwalifikacje                          |
| 16 lipca 2019 r. | 13:00 | Szpada mężczyzn - kwalifikacje                        |
| 17 lipca 2019 r. | 09:00 | Floret mężczyzn - kwalifikacje                        |
| 17 lipca 2019 r. | 14:00 | Szabla kobiet - kwalifikacje                          |
| 18 lipca 2019 r. | 18:40 | Szpada kobiet                                         |
| 18 lipca 2019 r. | 18:40 | Szabla mężczyzn                                       |
| 19 lipca 2019 r. | 18:30 | Szpada mężczyzn                                       |
| 19 lipca 2019 r. | 18:30 | Floret kobiet                                         |
| 20 lipca 2019 r. | 09:40 | Kwalifikacje do konkursu drużynowego szpady kobiet    |
| 20 lipca 2019 r. | 10:40 | Kwalifikacje do konkursu drużynowego szabli mężczyzn  |
| 20 lipca 2019 r. | 18:30 | Szabla kobiet                                         |
| 20 lipca 2019 r. | 18:30 | Floret mężczyzn                                       |
| 21 lipca 2019 r. | 08:30 | Kwalifikacje do konkursu drużynowego szpady mężczyzn  |
| 21 lipca 2019 r. | 08:30 | Kwalifikacje do konkursu drużynowego floretu kobiet   |
| 21 lipca 2019 r. | 16:00 | Konkurs drużynowy szpady kobiet                       |
| 21 lipca 2019 r. | 16:00 | Konkurs drużynowy szabli mężczyzn                     |
| 22 lipca 2019 r. | 09:40 | Kwalifikacje do konkursu drużynowego floretu mężczyzn |
| 22 lipca 2019 r. | 11:15 | Kwalifikacje do konkursu drużynowego szabli kobiet    |
| 22 lipca 2019 r. | 16:00 | Konkurs drużynowy floretu kobiet                      |
| 22 lipca 2019 r. | 16:00 | Konkurs drużynowy szpady mężczyzn                     |
| 23 lipca 2019 r. | 16:00 | Konkurs drużynowy szabli kobiet                       |
| 23 lipca 2019 r. | 16:00 | Konkurs drużynowy floretu mężczyzn                    |

## Medaliści

### Mężczyźni
| Złoto                                                                                           | Srebro                                                                     | Brąz                                                                            |
| Floret                                                                                          |                                                                            |                                                                                 |
| Enzo Lefort                                                                                     | Marcus Mepstead                                                            | Dmitrij Żeriebczenko Son Young-ki                                               |
| Stany Zjednoczone · Miles Chamley-Watson · Race Imboden · Alexander Massialas · Gerek Meinhardt | Francja · Erwann Le Péchoux · Enzo Lefort · Julien Mertine · Maxime Pauty  | Włochy · Giorgio Avola · Andrea Cassarà · Alessio Foconi · Daniele Garozzo      |
| Szpada                                                                                          |                                                                            |                                                                                 |
| Gergely Siklósi                                                                                 | Siergiej Bida                                                              | Ihor Rejzlin Andrea Santarelli                                                  |
| Francja · Alexandre Bardenet · Yannick Borel · Ronan Gustin · Daniel Jérent                     | Ukraina · Anatolij Herej · Roman Swiczkar · Ihor Rejzlin · Bohdan Nikiszyn | Szwajcaria · Max Heinzer · Lucas Malcotti · Michele Niggeler · Benjamin Steffen |
| Szabla                                                                                          |                                                                            |                                                                                 |
| Oh Sang-uk                                                                                      | András Szatmári                                                            | Mojtaba Abedini Luca Curatoli                                                   |
| Korea Południowa · Gu Bon-gil · Ha Han-sol · Kim Jun-ho · Oh Sang-uk                            | Węgry · Tamás Decsi · Csanád Gémesi · András Szatmári · Áron Szilágyi      | Włochy · Enrico Berrè · Luca Curatoli · Aldo Montano · Luigi Samele             |

### Kobiety
| Złoto                                                                                         | Srebro                                                                              | Brąz                                                                                  |
| Floret                                                                                        |                                                                                     |                                                                                       |
| Inna Dierigłazowa                                                                             | Pauline Ranvier                                                                     | Arianna Errigo Elisa Di Francisca                                                     |
| Rosja · Inna Dierigłazowa · Anastasija Iwanowa · Łarisa Korobiejnikowa · Adielina Zagidullina | Włochy · Elisa Di Francisca · Arianna Errigo · Francesca Palumbo · Alice Volpi      | Stany Zjednoczone · Jacqueline Dubrovich · Lee Kiefer · Nzingha Prescod · Nicole Ross |
| Szpada                                                                                        |                                                                                     |                                                                                       |
| Nathalie Moellhausen                                                                          | Lin Sheng                                                                           | Vivian Kong Ołena Krywyćka                                                            |
| Chiny · Lin Sheng · Sun Yiwen · Xu Anqi · Zhu Mingye                                          | Rosja · Tatjana Andriuszyna · Wioletta Chrapina · Wioletta Kołobowa · Lubow Szutowa | Włochy · Alice Clerici · Rossella Fiamingo · Federica Isola · Mara Navarria           |
| Szabla                                                                                        |                                                                                     |                                                                                       |
| Olha Charłan                                                                                  | Sofja Wielika                                                                       | Teodora Gundura Bianca Pascu                                                          |
| Rosja · Jana Jegorian · Olga Nikitina · Sofija Pozdniakowa · Sofja Wielika                    | Francja · Cécilia Berder · Manon Brunet · Charlotte Lembach · Caroline Queroli      | Korea Południowa · Choi Soo-yeon · Hwang Seon-a · Kim Ji-yeon · Yoon Ji-su            |

## Źródła
1. ↑  Hungary To Host Both World Fencing Championships And World Modern Pentathlon Championships In 2019 [online], Hungary Today, 28 listopada 2016 [dostęp 2019-07-08] (ang.).
2. ↑  Schedule